# George Storrs
George Storrs, né le 13 décembre 1796 et mort le 28 décembre 1879, est un enseignant et écrivain chrétien aux États-Unis.

## Biographie
George Storrs est né à Lebanon, dans le New Hampshire, le 13 décembre 1796, fils du colonel Constant Storrs (un charron dans l'armée révolutionnaire) et de Lucinda Howe (son épouse). Congrégationaliste depuis l'âge de 19 ans, George Storrs est reçu dans l'Église épiscopalienne méthodiste et commence à prêcher à l'âge de 28 ans ; en 1825, Storrs rejoint leur conférence du New Hampshire. Sa biographie indique : « Storrs, alors qu'il est membre de la Conférence du New Hampshire, est un homme fort, capable et influent dans ses conseils, et le pasteur bien-aimé de plusieurs églises importantes. »
Storrs s'engage également dans le débat sur la prédication anti-esclavagiste des ministres. Dans son article, « Profaner le sabbat », il défend les abolitionnistes de l'accusation qu'ils profanent le sabbat en prêchant contre l'esclavage depuis la chaire. « Je crois solennellement que le sabbat appartient, dans un sens particulier, à l'esclave », écrit-il dans l'article, qui a été réimprimé par le journal abolitionniste, The Liberator.
En 1837, il trouve une copie d'une brochure de Henry Grew dans un train, concernant les doctrines de l’immortalité conditionnelle (la non-immortalité de l'âme) et de l'enfer. Pendant trois ans, il étudie ces questions par lui-même, n'en parlant qu'aux ministres de l'Église. Cependant, en 1840, il quitte finalement l'Église, estimant qu'il ne pourrait pas rester fidèle à Dieu s'il y restait.
Storrs devient l'un des leaders de l'adventisme et s'affilie à William Miller et Joshua Himes (en). Il commence la publication de son magazine Bible Examiner en 1843 et la poursuit jusqu'en 1879 avec quelques pauses. Après une quantité considérable d'études, Storrs prêche à certains adventistes sur la condition et les perspectives des morts. Son livre Six Sermons a expliqué ses croyances en l'immortalité conditionnelle.
Les écrits de Storrs influencent Charles Taze Russell, qui fonde le mouvement des Étudiants de la Bible dont sont issus les Témoins de Jéhovah et de nombreux groupes indépendants d'étudiants de la Bible.

## Œuvres de George Storrs
- Biographie, Le Héraut du Royaume du Christ
- Examinateur biblique (1843), sur Google Livres
- Biographie de George Storrs, bibliothèque des pionniers adventistes
- " Six sermons ", George Storrs
- « Le travail dans le 'champ' avant la moisson », La Tour de Garde, 15 octobre 2000